# Opaleniec
Opaleniec (deutsch Flammberg, bis 1904 Opalenietz) ist ein Dorf in der polnischen Woiwodschaft Masowien und gehört zur Gmina miejsko-wiejska (Stadt-Land-Gemeinde) Chorzele im Powiat Przasnyski.

## Geographische Lage
Opaleniec liegt an der Orzyc im östlichen Norden der Woiwodschaft Masowien, 31 Kilometer südlich der einstigen Kreisstadt Szczytno (deutsch Ortelsburg) und 30 Kilometer nördlich der heutigen Kreismetropole Przasnysz. Bis 1945 war das Dorf deutscher Grenzort nach Polen.

## Geschichte

### Ortsname
„Opaleniecz“ soll zu deutsch „flammende Berge“ heißen. So könnte der Name „Flammberg“ darauf hinweisen, dass es sich hier um ein altes Köhlerdorf handelt, wo man Holz zu Bergen aufstapelte, um im Kokereiverfahren Holzkohle zu gewinnen. Eine andere Herleitung des Namens ist schwierig, weil es sich hier um Flachland handelt, aber an verschiedenen Stellen sich Ablagerungen von Holzkohle finden ließen.

### Ortsgeschichte
Eine aus dem Jahre 1579 stammende Übersicht nennt Opaleniec als Kirchdorf. 1713 werden „84 Hufen“ für Opalenietz aufgelistet, und 1781/82 versucht man, das Wyseggobruch aufzubessern, um dem Mangel an Weideland zu begegnen.
Zwischen 1874 und 1945 war Opalenietz, das am 12. Oktober 1904 in „Flammberg“ umbenannt wurde, in den Amtsbezirk Groß Piwnitz eingegliedert, der – 1938 in „Amtsbezirk Großalbrechtsort“ umbenannt – zum ostpreußischen Kreis Ortelsburg gehörte.
Im Jahre 1910 waren in Opalenietz 860 Einwohner registriert. Ihre Zahl belief sich 1933 auf 714 und stieg bis 1939 auf 771.
In Kriegsfolge kam Flammberg 1945 mit dem gesamten südlichen Ostpreußen zu Polen. Das bis dahin dem Hauptzollamt Neidenburg (polnisch Nidzica) unterstellte Zollamt wurde aufgehoben. Das Dorf liegt heute in der Woiwodschaft Masowien, deren Grenze zur Woiwodschaft Ermland-Masuren nur wenige Kilometer weiter nördlich verläuft. Mit der polnischen Namensform „Opaleniec“ ist das ehemalige Flammberg heute eine Ortschaft im Verbund der Stadt-und-Land-Gemeinde Chorzele im Powiat Przasnyski.

## Kirche

### Evangelisch
Eine evangelische Kirche gab es in Opalenietz bereits im 16. Jahrhundert. An die Stelle einer in jener Zeit erbauten Holzkirche wurde 1878 ein neuer massiver Ziegelbau in neugotischem Stil errichtet. Wurde das Dorf zunächst von Pfarrern der Kirche in Willenberg (polnisch Wielbark) betreut, so wurde es ab 1893 selber Sitz eines Geistlichen. Bis 1945 gehörte Opalenietz resp. Flammberg zum Kirchenkreis Ortelsburg (polnisch Szczytno) in der Kirchenprovinz Ostpreußen der Kirche der Altpreußischen Union.
Das Kirchengebäude überstand den Zweiten Weltkrieg nicht. Heute erinnern nur noch die Mauerreste des einstigen Turmportals an das Gotteshaus. Der aus früherer Zeit stammende evangelische Friedhof ist noch vorhanden. Die evangelischen Einwohner von Opaleniec gehören jetzt zur Kirche in Szczytno in der Diözese Masuren der Evangelisch-Augsburgischen Kirche in Polen.

### Römisch-katholisch
In den Jahren 1872/73 wurde in Opalenietz eine dem Hl. Joseph gewidmete katholische Kirche gebaut. Hier versahen die Willenberger Pfarrer ihren Dienst, bis 1899 das Dorf einen eigenen Seelsorger bekam. 1939 hatte die Pfarrgemeinde 379 Mitglieder. Die Pfarrei gehörte vor 1945 zum Dekanat Masuren I (Sitz: Angerburgl, polnisch Węgorzewo) im damaligen Bistum Ermland.
Die jetzt Opieki Ŝwiętego Józefa genannte und mit einem Dachreiter versehene Kirche steht noch. Die Pfarrei ist jetzt dem Dekanat Szczytno im Erzbistum Ermland zugeordnet.

## Schule
In Flammberg gab es vor 1945 zwei Schulen, die beide zweiklassig geführt wurden. Es handelte sich um eine evangelische und um eine römisch-katholische Volksschule.

## Verkehr
Opaleniec liegt an der verkehrsreichen polnischen Landesstraße 57 (einstige deutsche Reichsstraße 128), die die Woiwodschaft Ermland-Masuren in Nord-Süd-Richtung durchzieht und in die nördliche Woiwodschaft Masowien führt. Die Nachbarorte sind durch Nebenstraßen mit dem Dorf verbunden. Die nächste Bahnstation ist Chorzele an der Bahnstrecke Ostrołęka–Szczytno, die derzeit jedoch nicht befahren wird.